# Vrouwen van Nazareth

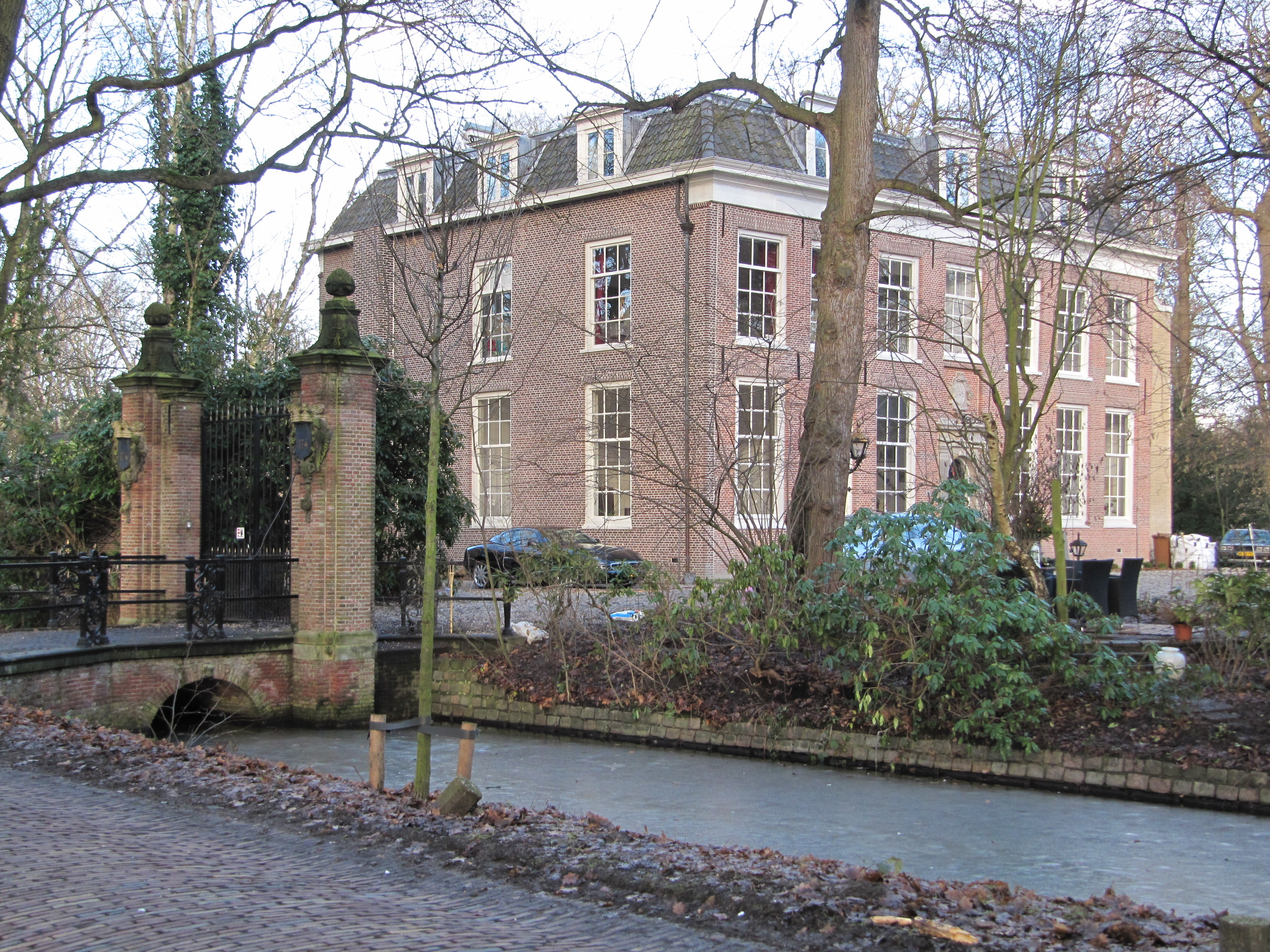
Overvoorde in Rijswijk, de eerste vestigingsplaats.

De Vrouwen van Nazareth was een rooms-katholieke lekenbeweging die zich in het begin van de 20ste eeuw wijdde aan de vorming van meisjes en jonge vrouwen.
De Vrouwen van Nazareth ontstond in 1921 toen de jezuïet pater Jac. van Ginneken (1877-1945) een groep van voornamelijk jonge vrouwelijke studenten op landgoed Overvoorde in Rijswijk (Zuid-Holland) bijeenbracht die wilden meewerken aan het lekenapostolaat. Hij zag hierin een taak voor vrouwen. Niet alleen omdat zij dit goed zouden kunnen, maar ook omdat dit werk aantrekkelijk voor hen kon zijn, omdat de keuze tussen het stichten van een gezin en het kloosterleven te beperkt was. De taak was catechese voor oudere meisjes en het organiseren van retraites voor niet-katholieken. Ook zouden zij een Universiteit op Java gaan oprichten.
Overvoorde was te groot voor de gemeenschap en in 1926 verhuisde de congregatie daarom naar het nabijgelegen kleinere landhuis De Voorde. In 1929 vroeg de nieuwe bisschop van Haarlem, Johannes Aengenent aan de groep of zij zich volledig wilden wijden aan de vorming van een beweging voor jonge katholieke vrouwen in zijn bisdom. Op advies van Van Ginneken gaf de groep gehoor aan dit verzoek en liet het begonnen werk en de plannen voor de opleiding van vrouwen in Nederlands-Indië varen. Het werk van de Vrouwen van Nazareth resulteerde in het ontstaan van de Graalbeweging, waarvan zij deel bleef uitmaken als kernleden. 
De beweging van de Vrouwen van Nazareth is verwant met de eveneens door Van Ginneken gestichte bewegingen van de Vrouwen van Bethanië en de Kruisvaarders van Sint-Jan. De benaming 'Vrouwen van Nazareth' verwijst naar Maria, de moeder van Jezus.